# Lesné
Lesné (Hongaars: Leszna) is een Slowaakse gemeente in de regio Košice, en maakt deel uit van het district Michalovce.
Lesné telt 434 inwoners.

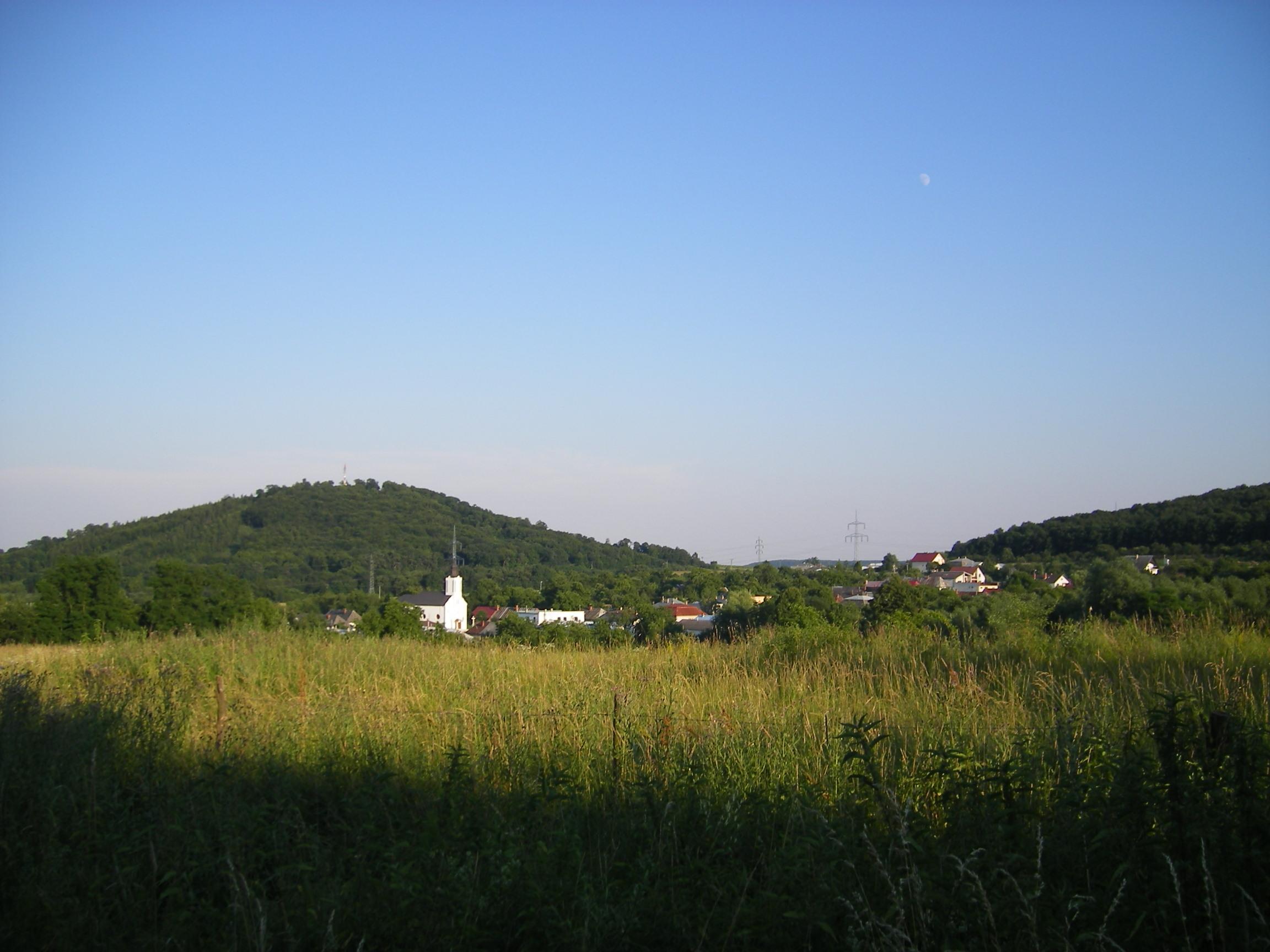
Lesné
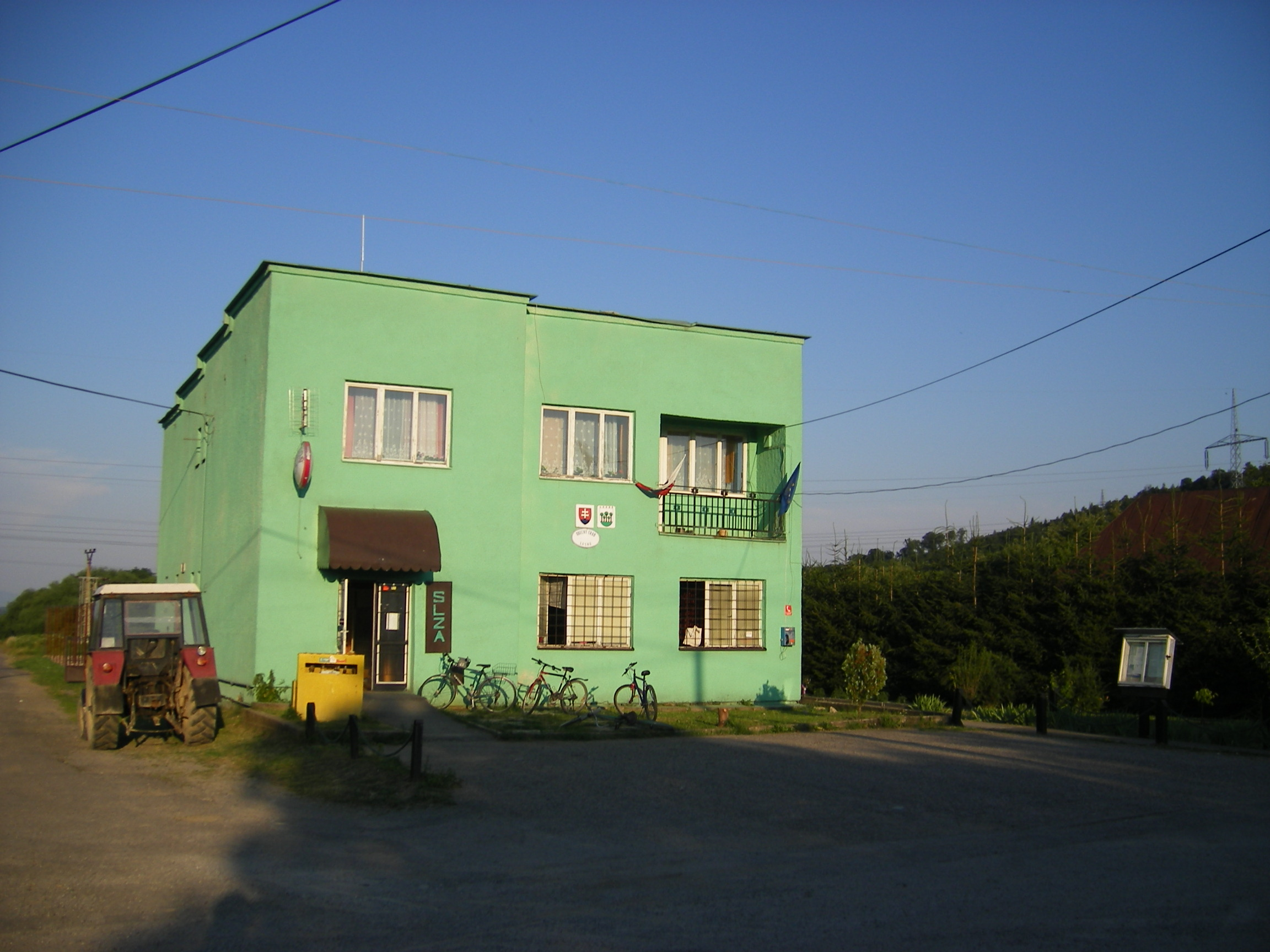
Gemeentehuis